# Зосімова Крістіна Сергіївна
Крісті́на Сергі́ївна Зо́сімова (нар. 16 листопада 1988, м. Світловодськ, Кіровоградська область — пом. 18 липня 2022, с. Покровське, Бахмутський район, Донецька область) — українська військовослужбовиця, солдат Збройних Сил України, колишня співробітниця Державної кримінально-виконавчої служби України, учасниця російсько-української війни, яка відзначилася і загинула під час відбиття російського вторгнення в Україну.

## Життєпис
Народилася 16 листопада 1988 року в місті Світловодську на Кіровоградщині. 2003 року з родиною переїхала до села Чечелевого Кременчуцького району Полтавщини. Навчалася у Кременчуцькій гімназії № 7. У шкільні роки захоплювалася легкою атлетикою, також була активною вболівальницею хокейного клубу «Кременчук».
Закінчила Харківський національний університет імені В. Н. Каразіна.
Влітку 2016-го Крістіна влаштувалася на службу до Курязької виховної колонії ім. А. Макаренка на Харківщині, обіймала посаду молодшого інспектора 2-ї категорії відділу режиму і охорони, отримала спеціальне звання «молодший сержант внутрішньої служби». 
Наступного року прийнята на військову службу за контрактом до лав Збройних Сил України, після фахової підготовки у 179-му навчальному центрі призначена до підрозділу зв'язку 81-ї окремої аеромобільної бригади. Брала участь у АТО/ООС, отримала статус учасниці бойових дій. Службу у лавах ЗСУ поєднувала із заочним навчанням у Академії Державної пенітенціарної служби в Чернігові. 
Після закінчення 3-річного строку контракту шукала себе в цивільному житті, влітку 2021-го відновилася на службі в системі Державної кримінально-виконавчої служби, працювала в Полтавській виправній колонії № 64.
2021 року знову прийнята на військову службу за контрактом, цього разу призначена другим номером обслуги великокаліберного кулемета 13-го окремого мотопіхотного батальйону 58-ї окремої мотопіхотної бригади, військова частина А-4427. 
Загинула 18 липня 2022 року біля села Покровського Бахмутського району Донеччини, виконуючи бойове завдання із захисту України, під час бойових дій, унаслідок артилерійського обстрілу.
25 липня після прощальної церемонії в Міському палаці культури та панахиди у Свято-Миколаївському соборі похована з військовими почестями на Алеї Героїв Свіштовського цвинтаря Кременчука.
У Крістіни залишилися мама та наречений. 

## Вшанування пам'яті
- На фасаді будівлі Кременчуцької гімназії № 7 (вул. Пілотів, 41-Б), де навчалась Крістіна, встановлено меморіальну дошку (барельєф)[2].
- У селі Чечелеве вулицю Чкалова перейменовано на вулицю Крістіни Зосімової.